# Centro de Alto Rendimiento (Chile)
El Centro de Alto Rendimiento de Chile (CAR) es un complejo deportivo, ubicado en Santiago de Chile, diseñado para asistir en forma integral a deportistas de élite, con modernas técnicas de apoyo al entrenamiento, que consideran variables físicas, técnico-científicas, deportivas, psicológicas y sociales.
Para ello cuenta con un gimnasio polideportivo de 7.500 m² y una residencia deportiva, edificio de 7 pisos con 45 habitaciones destinadas a recibir a aquellos deportistas pertenecientes al Programa de Selecciones Nacionales.
El deporte de alto rendimiento tiene un sitial importante dentro de las políticas de Estado de muchos países. Chile no se está ausente de esta condición. Por ello, en 1995, bajo el gobierno del presidente Eduardo Frei Ruiz Tagle, se inauguró la primera etapa del CAR, correspondiente al gimnasio Polideportivo. Este recinto pone a disposición de un selecto grupo de deportistas tanto su infraestructura como servicios de medicina especializada, psicología, kinesiología, fisiología, nutrición y educación. Los usuarios de este recinto son actualmente deportistas y entrenadores de las distintas federaciones deportivas nacionales.
Posteriormente, en 1997, el ex hotel Deportivo, actualmente llamado Residencia, vino a complementar el proyecto de Alto Rendimiento. Este edificio, ubicado al interior del Estadio Nacional, cuenta con 40 habitaciones triples y cinco individuales, todas equipadas para ofrecer un hospedaje de buena calidad a aquellos deportistas de las diferentes selecciones nacionales que representan a Chile en los eventos deportivos internacionales.
El Centro de Alto Rendimiento entrega en la actualidad atención de alojamiento y alimentación a numerosos deportistas, quienes son postulados cada año por sus respectivas federaciones deportivas durante el proceso de asignación de becas y luego de ser evaluados de acuerdo a los criterios técnicos establecidos, son aprobados para ingresar a la concentración.
El CAR ha sido diseñado para asistir en forma integral a deportistas de élite del país poniendo a su disposición infraestructura, profesionales especializados en el área, residencia y servicios especializados.
El gimnasio Polideportivo fue inaugurado el 28 de diciembre de 1995 y está ubicado en la comuna de Ñuñoa, a sólo 7 kilómetros del centro de Santiago, a un costado del Estadio Nacional. Es el centro de entrenamiento por excelencia, y ofrece a los deportistas de alto rendimiento una amplia gama de superficies, instalaciones, maquinarias, tecnología y recursos humanos necesarios para un óptimo ambiente de preparación para los eventos deportivos internacionales.

## Infraestructura
- Pista de atletismo de 255 m con recta de 80 m planos.
- Cancha de handbol, vóleibol y básquetbol.
- Sala para levantamiento de pesas.
- Zona de gimnasia artística con foso de caída.
- Superficie oficial de gimnasia aeróbica.
- Sector de gimnasia rítmica.
- Tatami de judo.
- Tatami de taekwondo.
- 5 peanas de esgrima.
- Sala de musculación.
- Sala de rehabilitación kinésica.
- Foso de salto largo y triple.
- 6 mesas de tenis de mesa.
- Colchón de lucha.
- Trampolín de saltos ornamentales.
- Camas elásticas
- 2 canchas de vóleibol playa.
- 2 canchas de tenis de arcilla.
- 1 cancha de tenis de asfalto.
- Boxes para atención unidad médica y ciencias del deporte.
- Sauna damas y varones.
- Laboratorio de fisiología y biomecánica.
- Camarines interiores y exteriores.
- Sala de hidromasaje.
- Tatami de karate.
- Sala de pesaje.
- Guardarropa, lockers.